# كيستون جوليان
كيستون جوليان (مواليد 26 أكتوبر 1998) هو لاعب كرة قدم من ترينداد يلعب في مركز الظهير الأيسر في نادي شريف تيراسبول.